# Джонс, Мартин (хоккеист)
Мартин Джонс (англ. Martin Jones; род. 10 января 1990 года, Норт-Ванкувер, Британская Колумбия, Канада) — канадский хоккеист, вратарь.
Воспитанник хоккейной школы «Норт-Шор Винтер Клаб МХА». Выступал за «Калгари Хитмен» в Западной хоккейной лиге, в составе которого в 2010 году завоевал Кубок Эда Чиновета, став чемпионом ЗХЛ, и был признан лучшим вратарём, получив «Дел Уилсон Трофи», и лучшим игроком плей-офф, получив «WHL плей-офф MVP».
Обладатель Кубка Стэнли 2014 года в составе «Лос-Анджелес Кингз», финалист Кубка Стэнли 2016 года в составе «Сан-Хосе Шаркс».
В качестве неограниченно свободного агента 9 августа 2023 года подписал однолетний контракт с «Торонто Мейпл Лифс» на сумму $875.000.
В составе сборной Канады — чемпион мира 2015 года (2 матча). В составе молодёжной сборной Канады участник чемпионата мира 2010 года.

## Награды и достижения
| Награда                                   | Год     | Прим. |
| ----------------------------------------- | ------- | ----- |
| Первая символическая сборная ЗХЛ          | 2009/10 | [ 3 ] |
| Вторая символическая сборная ЗХЛ          | 2008/09 | [ 4 ] |
| Дел Уилсон Трофи                          | 2009/10 | [ 5 ] |
| Самый ценный игрок плей-офф ЗХЛ           | 2009/10 | [ 6 ] |
| Хэп Эммс Мемориал Трофи                   | 2010    | [ 7 ] |
| Символическая сборная Мемориального кубка | 2010    | [ 7 ] |
| Обладатель Кубка Стэнли                   | 2013/14 |       |
| Чемпион мира                              | 2015    |       |